# Pobiti Kamăni
Pobiti Kamăni (în bulgară : Побити камъни, "stâncile plantate"), cunoscut și sub numele de Desertul de Piatră, este un fenomen de stâncă de tip desert situat în nord-vestul regiunii Varna, în Bulgaria. Este considerat unicul deșert din Bulgaria și unul dintre puținele descoperite în Europa. Desertul este format din dune de nisip și câteva grupuri de formațiuni naturale de rocă, pe o suprafață totală de 13 km². Formațiunile sunt în principal coloane de piatră cu înălțimea între 5 și 7 metri și grosime între 0,3 și 3 metri. Coloanele nu au fundații solide, ci sunt goale și umplute cu nisip și arată ca și cum ar fi lipite în nisipul înconjurător, ceea ce conferă fenomenului numele. Furtunile de nisip și nisipurile de nisip au fost, de asemenea, cunoscute în mod frecvent în această regiune deșartă a Bulgariei. Deșertul de piatră nu este doar o atracție turistică bine cunoscută din Europa datorită habitatelor sale deșertice, dar este unul dintre puținele locuri în care vegetația tip deșert, cum ar fi cactusul, este cunoscută pentru a crește. Este, de asemenea, singurul deșert din Europa în care reptilienii din deșert și alte animale de tip deșert se găsesc să prospere. Desertul de piatră, împreună cu deșertul Tabernas din Spania, este unul dintre cele două deșerturi naturale formate în toată Europa și singurul deșert cunoscut în Europa de Est.
În scopul de a fi conservat, Pobiti Kamăni a fost desemnat un reper natural în anii 30. Ipoteza de pionierat poate fi împărțită aproximativ în două grupe: sugerând o origine organică sau abiotică. Potrivit primelor, formațiunile sunt rezultatul activității coralilor (dar ancheta detaliată nu prezintă corali), în timp ce cea de-a doua explică fenomenul cu vremea prismatică și de deșertificarea rocilor, formarea concrețiilor de nisip și calcar, recife.
Pe baza unui studiu geochimic petrografic și stabil de izotopi și a unor observații pe teren, există dovezi că aceste structuri reprezintă o dovadă excepțională a sistemului de scurgere a paleocarburilor (cimenturile calcite cu conținut scăzut de magneziu sunt puternic epuizate în izotopul 13C de carbon gros). Căile de circulație a fluidelor sunt înregistrate ca coloane așezate în nisipuri, iar coloanele după îndepărtarea recentă a nisipului au dat peisaj asemănător desertului. Reconstituirea dinamică a originii acestor structuri, procesele de migrație a fluidelor și medierea microbiană a oxidării hidrocarburilor care conduce la precipitarea carbonatului au fost studiate de De Boever. (2009).

## Galerie

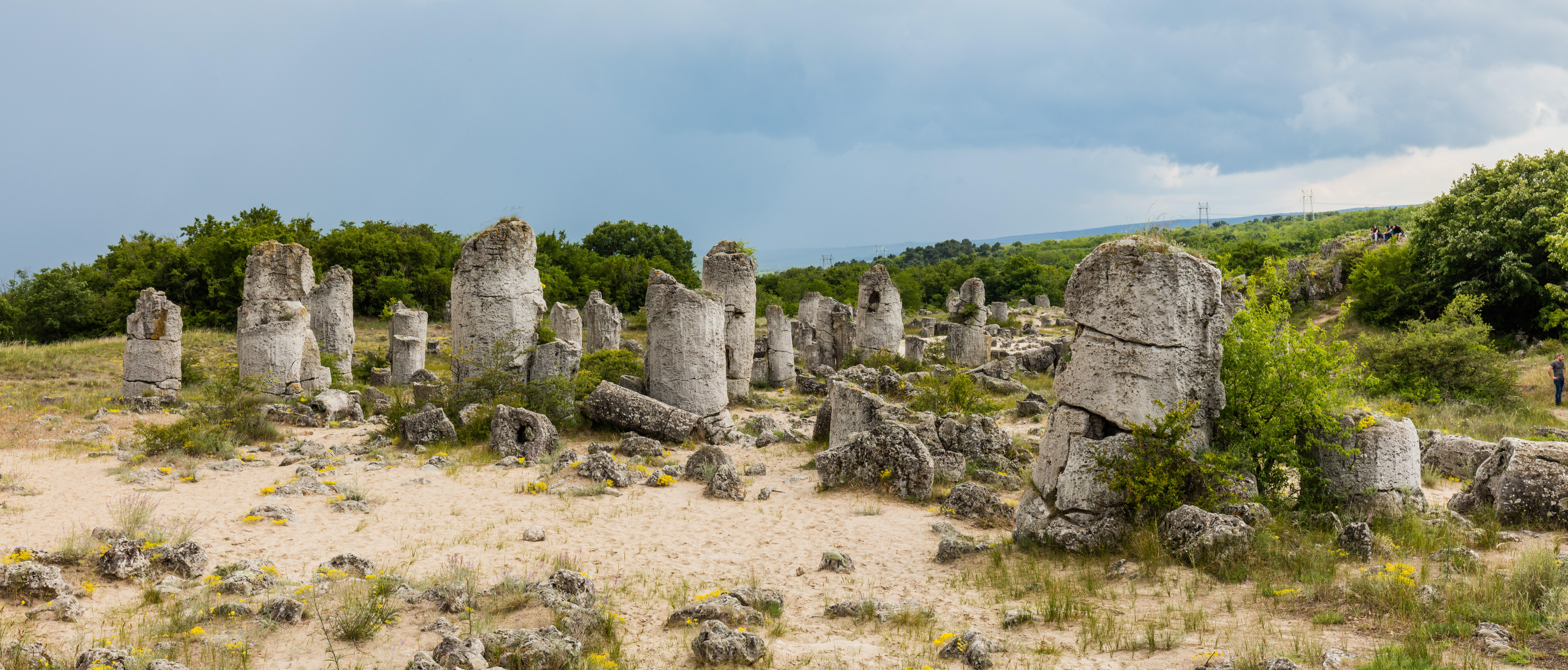
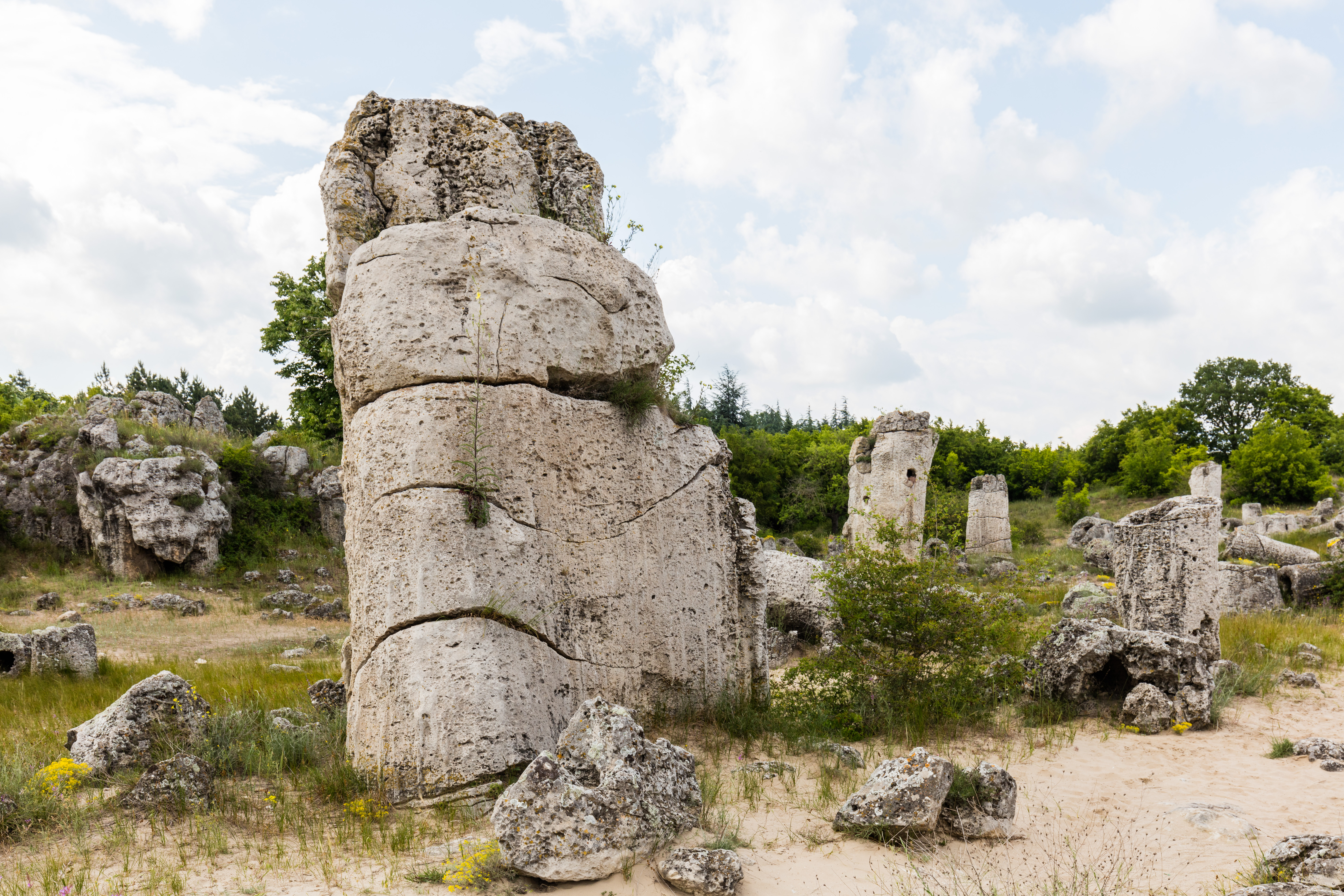
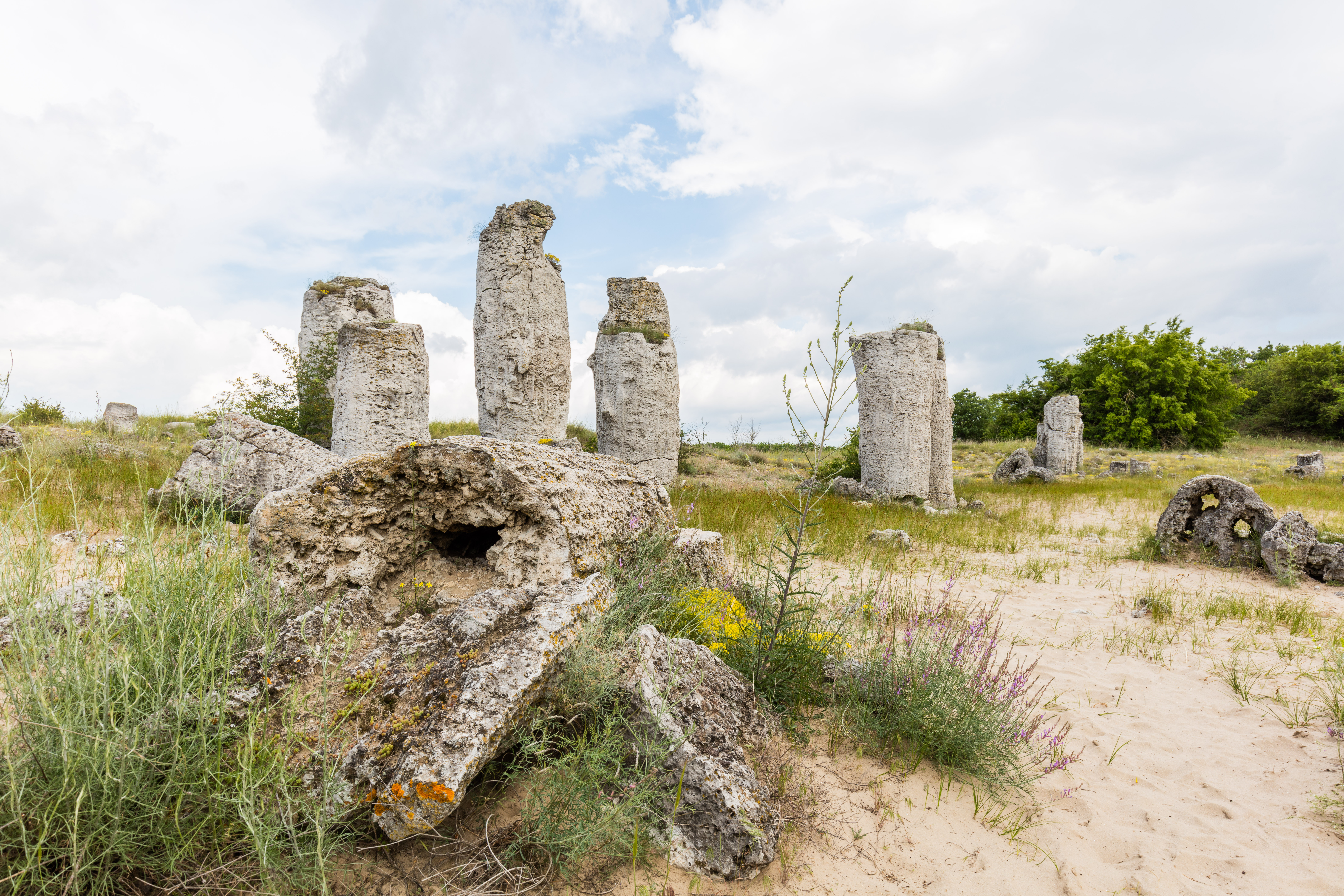
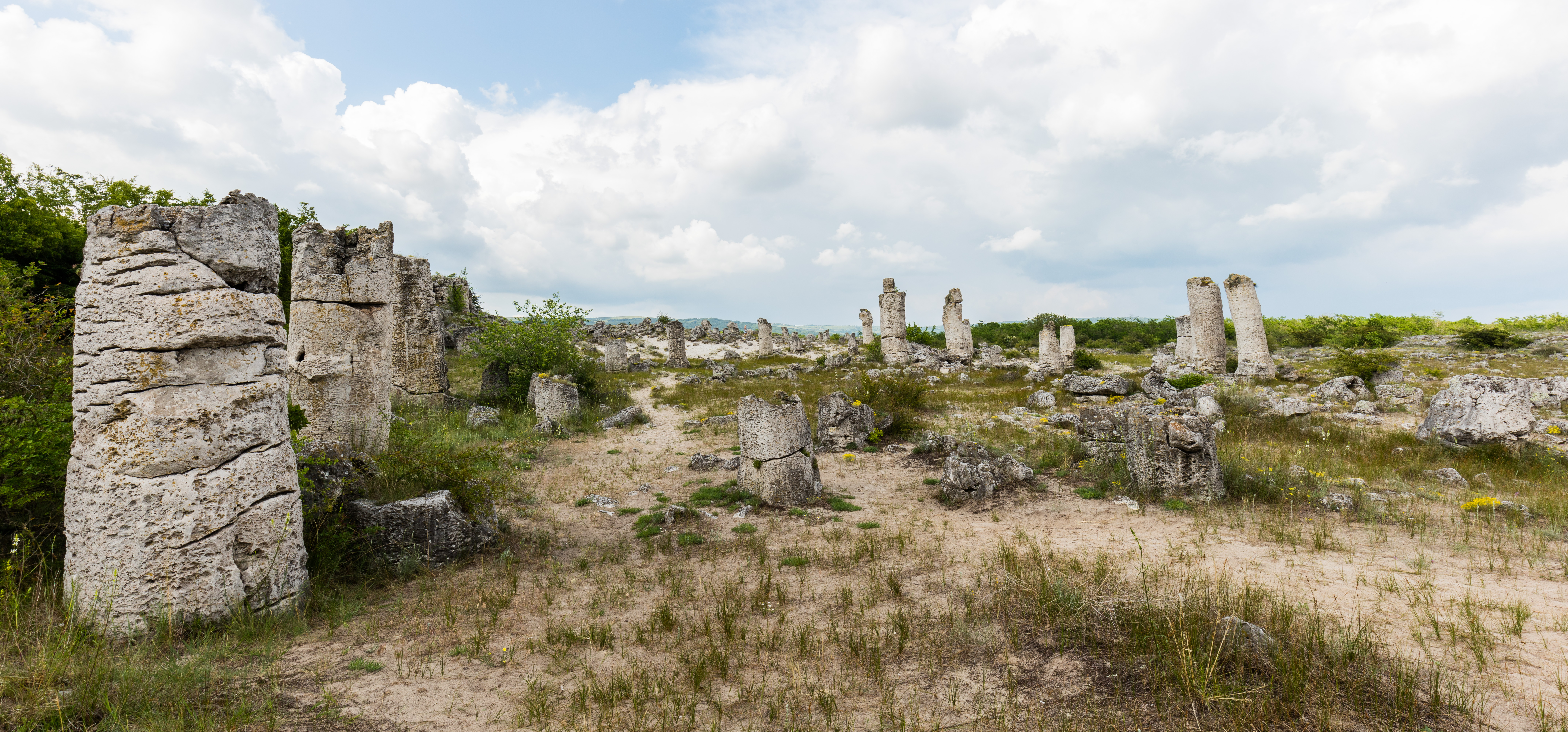
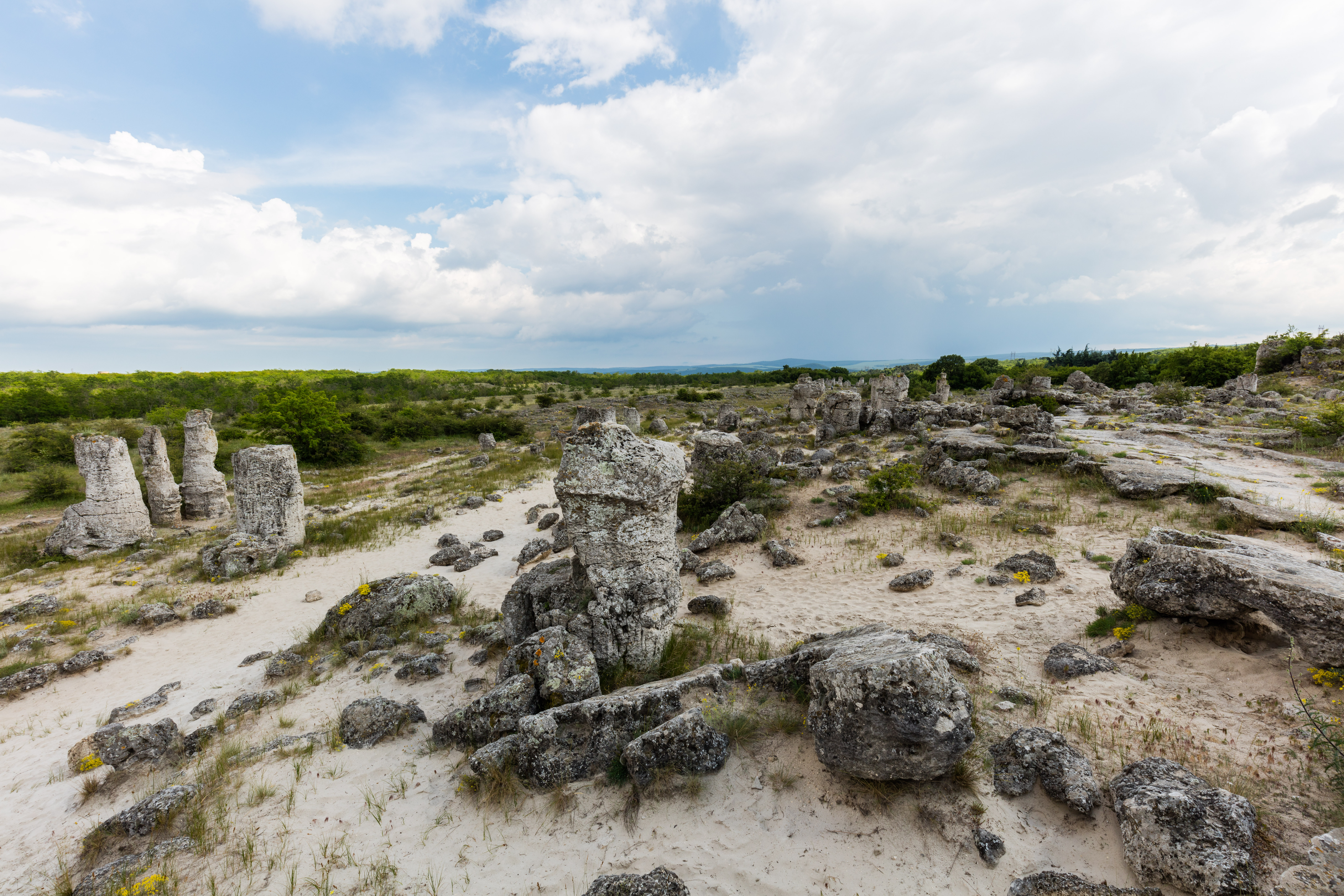

## Legături externe
- Pobiti Kamăni - galerie Foto